# Dotknij mnie (film 1993)
Dotknij mnie (ang. Touch Me) – australijsko-niemiecko-amerykański krótkometrażowy film erotyczny z 1993 roku w reżyserii Paula Coxa. W rolach głównych wystąpiły Gosia Dobrowolska i Claudia Karvan. 

## Fabuła
Opowieść o dwóch kobietach. Sarah ma czterdzieści lat, młodsza Christine dwadzieścia. Sarah jest malarką i spełnia się w swojej pracy. Młodsza Christine pozuje jako modelka. Po jednej z lekcji dla grupy studentów, dwie kobiety nawiązują ze sobą kontakt. Christine opowiada o swojej relacji z partnerem, i zwierza się, że swojego partnera nawet lubi, ale ich związek staje się coraz bardziej monotonny, a poza tym jest strasznie o nią zazdrosny. Wszystko, nawet akt miłości stał się rutynowy.
Inaczej jest z Sarah, która weszła w związek z żonatym mężczyzną. Tworzą udany związek, który opiera się przede wszystkim na sprawach łóżkowych.
Sarah namawia Christine na wyjazd w weekend do jej posiadłości poza Melbourne. Sam na sam z dziewczyną, w otoczeniu dziewiczej przyrody - Christine ponownie znajduje uśmiech na swojej twarzy. Kiedy obie kobiety wracają do domu z kilkugodzinnego wieczornego spaceru, są pełne radości i satysfakcji. Zaczynają relaksować się przy kominku. Christine zaczyna delikatnie masować ciało Sarah. Dochodzi do bardzo intymnego zbliżenia między kobietami,

## Obsada
- Gosia Dobrowolska - Sarah
- Claudia Karvan - Christine
- David Field - Roderick
- Chris Haywood - Claude
- Barry Otto - Stewart
- Norman Kaye - Charles